# 全日本ジュニア体操競技選手権大会
全日本ジュニア体操競技選手権大会（ぜんにほん―たいそうきょうぎせんしゅけんたいかい）は、毎年8月に開催される体操競技の大会である。小学校6年生以上高校生以下を対象としており、JOCジュニアオリンピックカップとして行われる。
1976年より行われている。

## 区分
男子
- 1部（個人総合・団体総合）
- 2部（個人総合・団体総合）
- Aクラス
- Bクラス
- 円馬大会

女子
- 1部（個人総合・団体総合）
- 2部（個人総合・団体総合）
- Aクラス
- Bクラス